# Konchawaram, Chincholi
Konchawaram là một làng thuộc tehsil Chincholi, huyện Gulbarga, bang Karnataka, Ấn Độ.